# Друкарня Вольф
Друкарня «Вольф» — поліграфічне підприємство, засноване у Києві 1995 року. Одне із найбільших в Україні.

## Характеристики і устаткування
Має три офіси, складські і виробничі приміщення загальною площею понад 50 тис. м² у Києві, власний автопарк і службу доставки по території України, мережу представництв та дилерів у майже 30 містах України.
Друкарня розвиває технологію гібридного друку (інші назви — TWIN spot, drip-off), створила систему із залучення типових акцидентних, а також, вперше в Україні, багатосторінкових замовлень через Інтернет та їхнього повноцінного виконання за принципом Web-to-Print.

## Історія
1995 — Ігор Вольф та його партнер Мирослав Дінь заснували друкарню „Вольф“.
2004 — зареєстровано ТМ „Вольф“.
2006 — запущена восьмисекційна УФ-машина з двома лакувальними модулями та двома сушарками KBA Rapida 74+5+LUV, що дало змогу вперше в Україні впровадити технологію гібридного лакування TWIN-SPOT.
2007 — відкриті філії друкарні „Вольф“: „Самурай“ на Лівому березі; „Друкарню Горящих Тиражів“ на Правому березі.
2008 — придбано п'ятифарбову машину Heidelberg Speedmaster CD 102-5 + L.
2009—2010 — створені філії друкарні в Дніпрі, Донецьку, Запоріжжі, Львові, Одесі і Харкові.
2012 — створений Інтернет-магазин „Поліграфія Онлайн“.
2013 — створений портал „Біржа дизайну“, ребрендінг якого проведений 2016 року.
2014—2015 — організовані філії по території СНД, створена дилерська мережа на території України та зарубіжжя. Друкарня ввійшла в сегмент рулонного офсетного друку.
У 2016 — переїзд до нового офісу (вулиця Довженка, 3), придбано виробниче приміщення за адресою вулиця Івана Виговського, 13.
Керівник підприємства Ігор Вольф отримав нагороду „Підприємець року“ у конкурсі „Unsere Besten“, 2016», організованому Радою німців України та благодійним фондом «Суспільство розвитку».
2017 — «Вольф» започатковує виробництво у країні ЄС — відкрито представництво та друкарню в Польщі.

## Соціальна діяльність
Друкарня підтримує соціальні проекти:
- „Здорові діти — здорова нація“[8],
- MAMA SUMMIT[9].

Друкарня взаємодіє зі школярами та студентами:
- друкарня є офіційним базовим підприємством для проходження практики студентами Видавничо-поліграфічного інституту НТУУ „КПІ“[10];
- Екскурсії на виробництво дають можливість студентам багатьох навчальних закладів та школярам побачити своїми очима, як виробляється різноманітна друкарська продукція;

Друкарня розвиває креативний портал „Біржа дизайну“ — вільний простір для дизайнерів.
Друкарня тісно співпрацює з Радою німців в Україні та Посольством республіки Німеччина в Україні, є поліграфічним спонсором Тижнів німецької культури в Україні.
Друкарня є спонсором:
- загальноукраїнських виставок рекламної, друкарської та сувенірної тематики „Rema Days“, B2B Show та „REX“, iForum в Україні та Rema Days Warsaw у Польщі[12];
- спортивних подій[13][14][15];
- ділових подій — (Retail Awards 2014 „Выбор потребителя“[16], Big Bang Conference[17], WebPromoExperts SEO Day, загальноукраїнського Форуму промислового маркетингу), майстер-класів — „Вовк з Уолл Стріт“, розважальних акцій.

## Відзнаки
Підприємство неодноразово[коли?] отримувало відзнаки „Корони реклами“,